# アタリー
アタリー（英称：athalie）は「株式会社アタリー」が展開する店舗名であり、日本の商業施設である。

## 概要
本店は東京南青山の骨董通りにあり、「アタリー」と呼ばれる。プライベートブランド「athalie（アタリー）」「une tortue（アントルチェ）」の洋服やジュエリーに加え、日本国内外の服飾品、陶磁器、バッグなどを扱う高級専門店である。会員制の「クラブアタリー」も運営し、様々な催事が行われている。
本店のファサードは、Apple Storeの世界一号店を手がけた建築家・植木莞爾の若き日の作品である。
2013年からは、英国ロンドンのファッションアートブランド「ginta（ギンタ）」の日本総代理店業務も行う。

## 歴史
1929年、フランスで立体裁断を学んだ山脇敏子が銀座にオートクチュールの洋裁店「アザレ」を開店。山脇敏子は同年に、麹町に山脇洋裁学院（現・山脇美術専門学院）を設立、後進の指導に当たった。
1964年に山脇敏子の孫の山梨淑子が南青山骨董通りにブティック「アタリー（英称：athalie）」を開店し、現在に至る。

## 関連書籍
- 山脇敏子『すりガラスの目』（新樹社、1953年）
- 山脇芙蓉『忘れ得ぬことども』（私家版）
- 津田青楓『老画家の一生』（中央公論社、1963年）
- 山梨淑子『アタリー』（私家版、2006年）